# ニック・キャノン
ニコラス・スコット"ニック"キャノン（Nicholas Scott "Nick" Cannon、1980年10月8日 - ） は、アメリカ合衆国の俳優、コメディアン、ラッパー、起業家、音楽プロデューサー、ラジオパーソナリティ、テレビ司会者。

## 人物
10代の頃『All That 』で活動を始め、その後『The Nick Cannon Show 』、『Wild 'n Out 』、『アメリカズ・ゴット・タレント』で司会を務める。映画『Drumline 』、『Love Don't Cost a Thing
』、『Roll Bounce 』に出演した。ラッパーとして2003年、R・ケリーとコラボレートしたヒット曲『Gigolo 』を含むアルバム『Nick Cannon 』でデビューした。2006年、シングル『Dime Piece 』、『My Wife 』をレコーディングし、アルバム『Stages 』が計画されたがまだ発表されていない。2008年4月30日、R&B/ポップ歌手のマライア・キャリーと結婚した。

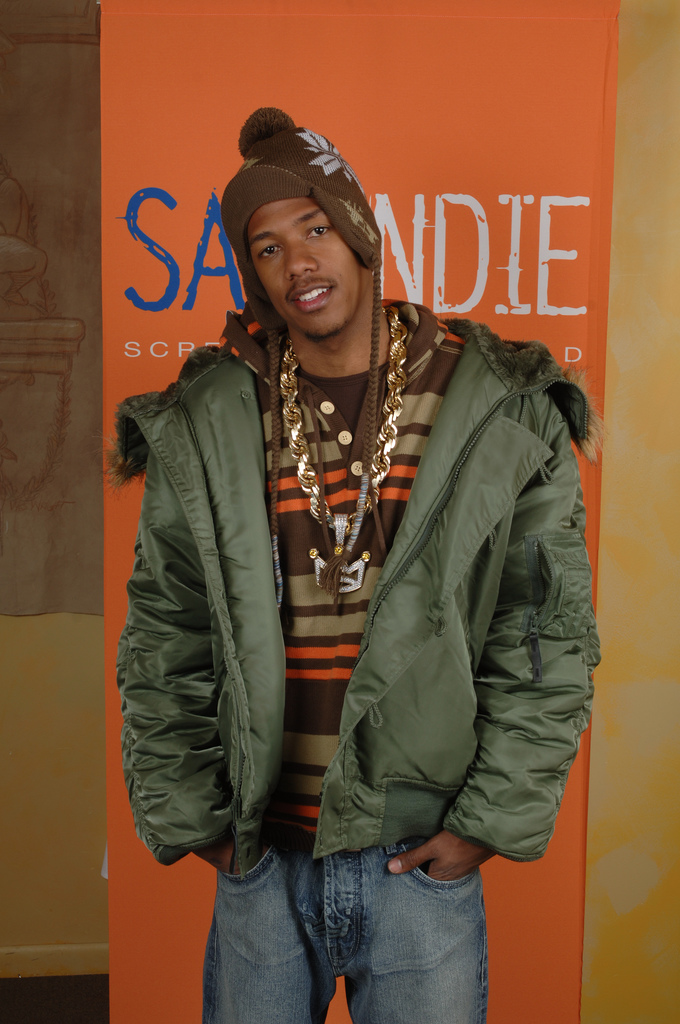
ニック・キャノン

## 来歴
カリフォルニア州サンディエゴにニコラス・スコット・キャノン（Nicholas Scott Cannon）という名で出生。父親は、サンディエゴの Lincoln park bloodsの創設メンバーだった。8歳の時にラップデュオ「Da Bomb Squad」を結成。16歳の時にハリウッドに移った。コメディー俳優のようなポジション　BETでは司会を務めるなどしている。
1998年にニコロデオンの『All That』でデビュー。2002年放送の『The Nick Cannon Show』でブレイク。また、同年公開の『ドラムライン』で映画初主演を果たす。

## 経歴

### 1999年-2006年: 音楽活動開始、『Nick Cannon』、『Stages』
10代の頃、友人のスティーヴ・グローヴスと共にラップ・グループ「Da G4 Dope Bomb Squad 」を結成した。彼らはウィル・スミス、LFO 、98 Degrees 、Montell Jordan を好んで聴いていた。
2001年、ジャイヴ・レコードとの契約後、映画『ジミー・ニュートロン 僕は天才発明家!』のサウンドトラックで1988年のヒット曲『Parents Just Don't Understand 』をロメオ・ミラー、3LW と共にカヴァーした。2003年、シングル『Your Pops Don't Like Me 』を含むアルバム『Nick Cannon 』で歌手デビューした。
2005年、自身のレコード会社「Can I Ball Records 」を創立し、年末に2枚目のアルバム『Stages 』を発表する計画を立てた。2005年7月、アルバムからの1枚目のシングル『Can I Live? 』が発表され、2006年3月、2枚目のシングル『Dime Piece 』が発表されたが、俳優業にシフトしたためアルバムは発表されなかった。

### 2009年–2012年:N'Credible Entertainment、スリック・ニック、『Child of the Corn』
2009年、Can-I-Ball Records 倒産後、N'Credible Entertainment を創立した。2010年、ヒップホップのパイオニアであるスリック・リックをパロディ化したスリック・ニックというキャラクターを作り出した。スリック・ニックとして、Cali Swag District の『Teach Me How to Dougie 』のフリースタイルでヒップホップの大スターであるエミネムを侮辱する『I'm A Slick Rick 』、スリック・リックの『Children's Story 』のフリースタイル・ラップ『Nick's Story 』の2曲を発表した。2010年12月6日、初のミックステープ『Child Of The Corn 』を発表した。

### 2013年–現在: 『White People Party Music』
2013年7月26日、シングル『Me Sexy 』を発表し、アルバム『Stages 』棚上げから7年経ち、2枚目としての新たなアルバム『White People Party Music 』をアフロジャック、ピットブル、フューチャー、ポロウ・ダ・ドンとのコラボレートで製作中であることを発表した。
2014年2月11日、アフロジャックとコラボレートした2枚目のシングル『Looking for a Dream 』を発表した。2月13日、VEVOよりミュージック・ビデオが発表された。

## その他の業務

### 司会業
2005年、MTVの即興コメディ・シリーズ『Wild 'n Out 』のプロデュースおよび司会を務めた。同年、ニコロデオンのキッズ・チョイス・アワードで人間大砲がスライムに突っ込むいわゆるスライム・スタントの司会を務めた。『アメリカズ・ゴット・タレント』第4シーズンから司会を務め、現在第9シーズン放送中である。ニコロデオンの『Friday Night Slimetime 』の司会も務めた。さらにキャノンはエレン・デジェネレスの『Bigger, Longer, And Wider 』のDJも務めた。2009年12月11日、キャノンはジャスティン・ティンバーレイク、ヘイデン・パネッティーア、レブロン・ジェームズ、ケリー・ローランド、アリシア・キーズと共にTeenNick HALO Awards の司会を務めた。
2011年7月4日、ネイサンズ国際ホットドッグ早食い選手権の司会を務めた。
2013年11月4日、『エボニー』誌のEbony Magazine Power 100 Awards の司会および受賞者となった
2014年春、Ant & Dec と共に『World's Got Talent 』の司会を務める予定である。

### ビジネス
元ニコロデオン出演者、MTVネットワークス出演者で、現在TeenNick の会長であり2009年より発展および製作のコンサルタントを務めている。2012年、キャノンは6名のティーンネイジャーが出演するコメディ寸劇『Incredible Crew 』を製作し、テーマ曲の作曲およびプロデュースも行なっている。この番組はN'Credible Entertainment と提携するカートゥーン ネットワーク・スタジオがプロデュースしている。
2012年11月12日、MTV2はキャノンの『Wild 'n Out 』をキャノンのN'Credible Entertainment プロデュースにより、旧作出演者も参加してリメイクし、2013年に公開することを発表した。このリメイクについてキャノンは「ケヴィン・ハートからキャット・ウィリアムズ、アフィオン・クロケット、タラン・キラムまで、オリジナル・キャストはそれぞれ有名になり、私達は『Wild 'n Out 』のリメイクにより明日のコメディ・スターを紹介できるMTV2でのリメイクを楽しみにしている」と語ったアウトキャストのラッパーのビッグ・ボーイはTwitterで2013年1月29日にニューヨークで撮影したことを明かした。
2012年11月30日、N'Credible Entertainment のウエブサイトで、キャノンはNBCユニバーサルでプロデュースする契約を結んだことを報じた。

### ラジオ
2010年1月19日、キャノンは朝6時から10時まで、ニューヨークの92.3 NOW FM (WXRK-FM) でニッキー、サザン・サラ・リーと共にラジオ番組を開始した。
キャノンはCBSラジオのシンジケートで毎週のチャート番組『Cannon's Countdown 』を放送している。
2012年2月17日、健康問題により92.3 NOW を降板した。

### コメディ
2010年7月13日、キャノンは2010年秋よりモントリオールの『Just for Laughs festival 』からコメディ・ツアーを行なうことを発表した。
2011年初頭、キャノンはラスベガスのパームス・カジノ・リゾートでスタンダップ・コメディ・スペシャル第1作『Mr. Showbiz 』を収録し、2011年5月14日、ショウタイムで放送された。5月16日より、このスペシャルはiTunesで配信され、5月31日、CDアルバムが発表された。

### N'Credible Entertainment

#### 所属アーティスト
- Wonder Girls
- 4Count
- Wonder Broz
- New Boyz
- Gabi Wilson
- ニック・キャノン
- Reuben Cannon
- Colette Carr
- Kreesha Turner

#### 旧所属アーティスト
- Forever (School Gyrls)
- Aaron Fresh
- コーリー・ガンズ
- The Ranger$
- Cool Gyrls
- Kevin Writer
- RydazNRtisT

#### テレビ
- Incredible Crew
- Wild 'n Out  (2013–present)
- TeenNick Top 10
- TeenNick HALO Awards

## 私生活
スーパーモデルのセリタ・エバンクスと交際していた時期があり、やがて婚約を交わしたものの、5ヶ月で解消。
マライア・キャリーの『バイ・バイ』のミュージックビデオの監督及び共演がきっかけで、2008年4月30日、事前発表なくバハマのウィンダメア島の私有地で歌手のマライア・キャリーと結婚した。
2011年4月、キャリーは男女の双子を出産した。長女はマリリン・モンローに因みモンロー・キャノン、長男はキャノンがモロッコ様式部屋でキャリーにプロポーズしたことからモロッカン・スコット・キャノンと名付けた。スコットはキャノンのミドル・ネームで、彼の祖母の旧姓である。モンローは母同様ミドル・ネームはない。
2012年1月4日、キャノンは軽度の腎不全により入院した。2月17日、肺の血栓のため再入院した。3月5日、自己免疫疾患およびループス腎炎により腎臓に支障を来たしていたことを公表した。
2013年5月1日、キャノンとキャリーは5回目の結婚記念日と双子の2歳の誕生日を祝い、ディズニーランド・リゾートで『Fantasy 』ウェディングを執り行った。
2014年8月21日に出演番組でキャリーとの別居について言及、2015年1月に裁判所に離婚を申請し、2016年11月に離婚。
キャノンには6人の女性との間に12人の子供がいる。

### 慈善事業
2011年、キャノンはティーンネイジャーが地域のために情熱を持って行動を起こすことを喚起するDo Something のための公共広告を撮影した。
2011年からキャノンは全米郵便配達員連合の5月第2土曜日に全米で行なわれる食料寄付のスポークスパーソンを務めている。

## 議論

### エミネム
エミネムの2009年のアルバム『リラプス　』の収録曲『Bagpipes from Baghdad 』はキャノンの妻であるマライア・キャリーをからかったものであった。キャリーは歌詞および格好でエミネムを意図する『オブセスト	』の曲およびミュージック・ビデオを発表し、
キャノンはTwitterで発言した。エミネムはミックステープ・スタイルの曲『"The Warning" 』でキャノンおよびキャリー双方について言及し、その後この件について終止符を打った。
この確執は2010年9月にキャノンがCali Swag District の『Teach Me How to Dougie 』の演奏に乗せ、エミネムに向けてスリック・リックの流れを汲む『I'm a Slick Rick 』が発表されるまで続いていたと考えられている。その後Facebook、Twitter、ラジオ番組を通じてエミネム対キャノンのチャリティ・ボクシング開催へ向けたキャンペーンが行なわれた。
『I'm a Slick Rick 』発表から約１年後の2011年9月下旬、キャノンはエミネムに向けた『I Remember 』を発表した。
2011年10月3日、キャノンはアンクル・マーダと共にエミネム、ラジオ司会者Charlamagne Tha God および、R&B歌手レイ・ジェイとラッパーのファボラス	との確執についての『Warning (Remix) 』を発表した。キャノンはエミネムを歌詞で攻撃し、エミネムが「ニック・キャノンが自分のことについて言及し始めるとは思わなかった」と語るティム・ウェストウッドとの2009年のオーディオ・クリップを使用している。キャノンはこのクリップに「マーシャル(エミネムの本名)、君はそう言ったがやる前に考えるべきだった」と反論し、スリムシェイディ(エミネムの別名)を許した。

### 反ユダヤ主義・白人に対するヘイトスピーチ
2020年7月14日、YoutubeでのヘイトスピーチによりViacomCBSに解雇された。パブリック・エナミーのメンバーのプロフェッサー・グリフへのインタビューで、キャノンは黒人を「真のヘブライ人」であるとして、ロスチャイルド家を含む反ユダヤ主義の陰謀論を述べ、白人に対して「劣っている」「動物に近い」「真の野蛮人」「悪としか言いようがない」と発言したという。翌日、Facebook と Twitter でユダヤ人コミュニティに謝罪する一方、Wild 'N Outの完全な所有権を要求している。
社会的批判を受けて、9月から放送開始予定だったトークショーは翌年に延期とすることをライオンズゲートは発表した。キャノンの公式謝罪を受け入れた形で、キャノンがユダヤ人コミュニティの指導者と会い、対話を行うのを見守るという。同じ理由でThe Masked Singerについては続行であるとFoxは発表している。

## ディスコグラフィー

### アルバム
- Nick Cannon (2003)
- White People Party Music (2014)

### コンピレーション・アルバム
- Nick Cannon Presents Wild 'N Out: Compilation Vol. 1 (2014)

### コメディ・アルバム
- Mr. Showbiz (2011)

### ミックステープ
- Child of the Corn (2010)

### シングル
- Your Pops Don't Like Me (2003)
- Feelin' Freaky (feat. B2K) (2003)
- Gigolo (feat. R・ケリー) (2003)
- Can I Live? (feat. Anthony Hamilton) (2005)
- Dime Piece (feat. Izzy) (2006)
- Famous (featuring Akon)
- Me Sexy
- Dance Floor
- Looking For A Dream (featuring Afrojack)

## フィルモグラフィ
| 年   | 題                                               | 役                 | 特記                                         |
| ---- | ------------------------------------------------ | ------------------ | -------------------------------------------- |
| 2000 | 学園天国 Whatever It Takes                       | Chess Club Kid     |                                              |
| 2002 | メン・イン・ブラック2 Men in Black II            | MIB Autopsy Agent  | 別題: MIB 2 MIIB                             |
| 2002 | ドラムライン Drumline                            | Devon Miles        |                                              |
| 2003 | 恋するトゥー・ウィークス Love Don't Cost a Thing | Alvin Johnson      | 主演 別題: Love Don't Co$t a Thing           |
| 2004 | ガーフィールド Garfield: The Movie               | Louis              | 声の出演                                     |
| 2004 | Shall We Dance?                                  | Scott              |                                              |
| 2005 | The Beltway                                      |                    | エグゼクティヴ・プロデューサー               |
| 2005 | アンダーカバーコップ Underclassman               | Tracy "Tre" Stokes | 主演、脚本家、エグゼクティヴ・プロデューサー |
| 2005 | ロール・バウンス Roll Bounce                     | Bernard            |                                              |
| 2006 | The Adventures of Brer Rabbit                    | ブレア・ラビット   | 主演、声の出演                               |
| 2006 | ザ・ゲーム Even Money                            | Godfrey Snow       |                                              |
| 2006 | モンスター・ハウス Monster House                 | Officer Lester     | 声の出演                                     |
| 2006 | ボビー Bobby                                     | Dwayne             |                                              |
| 2007 | Weapons                                          | Reggie             |                                              |
| 2007 | GOAL!2 Goal! 2: Living the Dream...              | TJ Harper          |                                              |
| 2008 | American Son                                     | Mike               | 主演                                         |
| 2008 | デイ・オブ・ザ・デッド Day of the Dead           | Salazar            | オリジナルビデオ                             |
| 2008 | Ball Don't Lie                                   | Mico               |                                              |
| 2009 | 実験室KR-13 The Killing Room                     | Paul Brody         |                                              |
| 2010 | School Gyrls                                     | Lunch Lady         | 監督                                         |
| 2012 | Rags                                             | 本人               | テレビ映画                                   |
| 2014 | Drumline 2                                       | Devon Miles        | エグゼクティヴ・プロデューサー               |

| 年                   | 題                                                         | 役                       | 特記                                                 |
| -------------------- | ---------------------------------------------------------- | ------------------------ | ---------------------------------------------------- |
| 1998–2000            | All That                                                   | Various                  | 33エピソード                                         |
| 1998–1999            | キーナン&ケル Kenan & Kel                                  | クレジット無し/Pizza Boy | 4エピソード                                          |
| 2000                 | The Parkers                                                | Garland                  | 1エピソード                                          |
| 2001                 | Taina                                                      | Alex LaTanya             | 2エピソード                                          |
| 2002–2003            | The Nick Cannon Show                                       | 本人                     | 22エピソード 脚本家 エグゼクティヴ・プロデューサー   |
| 2004                 | Chappelle's Show                                           | 本人                     | 1エピソード 第24話                                   |
| 2005–2007, 2013–現在 | Nick Cannon Presents: Wild 'N Out                          | 本人                     | 製作 脚本 監督 エグゼクティヴ・プロデューサー        |
| 2007                 | Nick Cannon Presents: Short Circuitz                       | 本人                     | 8エピソード 製作 監督 エグゼクティヴ・プロデューサー |
| 2009–現在            | アメリカズ・ゴット・タレント America's Got Talent          | 本人                     | 司会                                                 |
| 2009–現在            | TeenNick                                                   | 本人                     | 会長                                                 |
| 2009–現在            | Disney Parks Christmas Day Parade                          | 本人                     | 司会                                                 |
| 2010                 | The Nightlife                                              | 本人                     | 司会                                                 |
| 2011                 | Up All Night                                               | Calvin                   | Recurring role                                       |
| 2011                 | Son Of A Gun                                               | 本人                     | メイン・キャスト                                     |
| 2013                 | Incredible Crew                                            | アナウンサー             | 製作 エグゼクティヴ・プロデューサー 音楽             |
| 2013–現在            | Real Husbands of Hollywood                                 | 本人                     | メイン・キャスト                                     |
| 2013                 | キッズ・チョイス・アワード Nickelodeon Kids' Choice Awards | 本人                     |                                                      |
| 2013                 | Hollywood Game Night                                       | 本人                     |                                                      |
| 2014                 | Love & Hip Hop                                             | 本人                     |                                                      |

## 受賞歴
| 年   | 結果       | 賞                           | 部門                                        | 作品                                                      |
| ---- | ---------- | ---------------------------- | ------------------------------------------- | --------------------------------------------------------- |
| 2003 | ノミネート | Black Reel Awards            | 新人賞—視聴者投票                           | ドラムライン                                              |
| 2006 | ノミネート | Black Reel Awards            | アンサンブル賞                              | ロール・バウンス (共演者と共に)                           |
| 2006 | 受賞       | Hollywood Film Festival      | アンサンブル賞                              | ボビー (共演者と共に)                                     |
| 2001 | 受賞       | キッズ・チョイス・アワード   | テレビ男優賞                                | All That                                                  |
| 2002 | ノミネート | キッズ・チョイス・アワード   | テレビ男優賞                                | The Nick Cannon Show                                      |
| 2003 | ノミネート | キッズ・チョイス・アワード   | テレビ男優賞                                | The Nick Cannon Show                                      |
| 2003 | ノミネート | MTVムービー・アワード        | 新人男優賞                                  | ドラムライン                                              |
| 2003 | ノミネート | MTVムービー・アワード        | キスシーン賞                                | ドラムライン (ゾーイ・サルダナと共に)                     |
| 2007 | ノミネート | 全米映画俳優組合賞           | キャスト賞                                  | ボビー (共演者と共に)                                     |
| 2003 | ノミネート | ティーン・チョイス・アワード | 映画男優賞—ドラマ/アクション/アドベンチャー | ドラムライン                                              |
| 2003 | ノミネート | ティーン・チョイス・アワード | 映画新人男優賞                              | ドラムライン                                              |
| 2004 | ノミネート | ティーン・チョイス・アワード | 映画キスシーン賞                            | 恋するトゥー・ウィークス (クリスティーナ・ミリアンと共に) |
| 2004 | ノミネート | ティーン・チョイス・アワード | 映画うそつき賞                              | 恋するトゥー・ウィークス                                  |
| 2004 | ノミネート | ティーン・チョイス・アワード | 映画相性賞                                  | 恋するトゥー・ウィークス (クリスティーナ・ミリアンと共に) |
| 2006 | ノミネート | ティーン・チョイス・アワード | テレビ・パーソナリティ賞                    | Nick Cannon Presents Wild 'n Out                          |
| 2007 | ノミネート | ティーン・チョイス・アワード | テレビ・パーソナリティ賞                    | Nick Cannon Presents Wild 'n Out                          |
| 2012 | 受賞       | NAACPイメージ・アワード      | 助演男優賞                                  | Up All Night                                              |